# 丁公石祠
丁公石祠，位于山东省日照市五莲县叩官乡丁家楼子村，是中华人民共和国山东省文物保护单位之一。
1992年6月12日，授予山东省文物保护单位，是一座古建筑及历史纪念建筑。